# إسانس كارسون
إسانس كارسون (بالإنجليزية: Essence Carson) مواليد 28 يوليو 1986 في باترسون، هي لاعبة كرة سلة أمريكية. بدأت مسيرتها الاحترافية في سنة 2008. تم اختيارها من قبل فريق نيويورك ليبرتي خلال الدرافت. تلعب مع لوس أنجلوس سباركس في دوري الاتحاد الوطني لكرة السلة النسائية. وتحمل الرقم 17. فازت بلقب دوري المحترفات.

## المسيرة الاحترافية
لعبت مع نيويورك ليبرتي من سنة 2008 إلى 2015، ثم لعبت مع فينيزا في موسم 2008–2009، ثم لعبت مع نادي بورجيز لكرة السلة للسيدات في موسم 2009–2010، ثم لعبت مع جامعة اسطنبول في سنة 2013، ثم لعبت مع لوس أنجلوس سباركس في سنة 2016.

## روابط خارجية
- إسانس كارسون على موقع الاتحاد الدولي لكرة السلة (الإنجليزية)
- إسانس كارسون على موقع الاتحاد الوطني لكرة السلة النسائية (الإنجليزية)
- إسانس كارسون على موقع كرة السلة الأوروبية.كوم (الإنجليزية)
- إسانس كارسون على موقع كلية كرة السلة في سبورتس رفرنس.كوم (الإنجليزية)
- إسانس كارسون على موقع بروبوليرز (الإنجليزية)
- إسانس كارسون على موقع سبورتس رفرنس (الإنجليزية)